# Denise LaSalle
Ora Denise Allen (16 juillet 1934 - 8 janvier 2018), connue sous le pseudonyme de Denise LaSalle est une chanteuse, auteur-compositeur et productrice de disques afro-américaine de blues et de soul.

## Biographie
Denise LaSalle est née Ora Denise Allen le 16 juillet 1934, près de Sidon, dans le comté de Leflore, dans le delta du Mississippi. Elle a déménagé avec sa famille dans la ville de Belzoni à l'âge de 7 ans. À l'âge de treize ans elle part à Chicago vivre chez son grand frère et chanter avec un groupe de gospel, les Sacred Five. 
Denise décède le 8 janvier 2018 au Vanderbilt Hospital  de Nashville. 
Denise La Salle repose au Parkway Memorial Gardens, de Jackson dans le Tennessee. 

## Discographie

### Albums
- 1967 Love Reputation
- 1971 Craving for You
- 1972 Trapped By A Thing Called Love
- 1972 Doin' it Right
- 1973 On The Loose
- 1975 Here I Am Again
- 1976 Second Breath
- 1977 The Bitch Is Bad!
- 1978 Under The Influence
- 1978 Shot Of Love
- 1979 Unwrapped
- 1980 I'm So Hot
- 1981 Guaranteed
- 1983 A Lady In The Street
- 1984 Right Place Right Time
- 1985 Love Talkin'
- 1985 My Toot Toot
- 1986 Rain And Fire
- 1987 It's Lying Time Again
- 1989 Hittin´ Where It Hurts
- 1989 Holdin’ Hands With The Blues
- 1990 Still Trapped
- 1992 Love Me Right
- 1994 I'm Here Again ... Plus
- 1995 Still Bad
- 1997 Smokin’ In Bed
- 1999 God’s Got My Back
- 2000 This Real Woman
- 2001 I Get What I Want – The Best Of
- 2001 There’s No Separation
- 2002 Still The Queen
- 2003 My Toot Toot: Definitive Anthology
- 2004 Wanted
- 2007 Pay Before You Pump
- 2010 24 Hour Woman

### Singles
- 1967	"Love Reputation" / "One Little Thing"
- 1970	"Trying To Forget" / "We’ve Got Love"
- 1971	"Trapped By A Thing Called Love" / "Keep It Coming"
- 1972	"Now Run And Tell That" / "The Deeper I Go, The Better It Gets"
- 1972	"Man Sized Job" / "I’m Over You"*
- 1972	"Heartbreaker Of The Year" / "Hung Up Strung Out"
- 1972	"Too Late To Check Your Trap" / "Heartbreaker Of The Year"
- 1972  "Right Track" / "Too Late To Check Your Trap"
- 1973	"What It Takes To Get A Good Woman" / "Make a Good Thing Better"
- 1973	"Your Man And Your Best Friend / "What Am I Doing Wrong"
- 1974	"Don't Nobody Live Here (By The Name Of Fool)" / "Good Goody Getter"
- 1974	"Get Up Off My Mind" / "Best Thing I Ever Had"
- 1975	"My Brand On You" / "Any Time Is The Right Time"
- 1975	"Here I Am Again" / "Hung Up Strung Out"
- 1975	"Count Down" / "A Promise Is A Promise (And Fly Me To The Moon)"
- 1976	"Married But Not To Each Other" / "Who's The Fool"
- 1976	"Hellfire Loving" / "Versions"
- 1977	"Freedom To Express Yourself" / "Second Breath"
- 1977	"Love Me Right" / "Fool Me Good"
- 1978	"One Life To Live" / "Before You Take It To The Streets"
- 1978	"Workin' Overtime" / "No Matter What They Say"
- 1979	"P.A.R.T.Y. (Where Is It?)" / "Under The Influence"
- 1979	"Think About It" / "Versions"
- 1980	"Try My Love" / "May The Funk B With You"
- 1980	"I’m So Hot" / "Versions"
- 1981	"I’m Trippin’ On You" / "I’ll Get Some Help (& Satisfaction)"
- 1983	"Down Home Blues" / "X-Rated Versions"
- 1983	"Lady In The Street" / "I Was Not The Best Woman"
- 1983	"Lay Me Down" / "I Was Telling Him About You"
- 1983	"Come To Bed" / "Keeps Me Running Back"
- 1983	"Come To Bed" / "I Was Not The Best Woman"
- 1984	"Right Place Right Time" / "Come To Bed"
- 1984	"Right Place Right Time" / "Bump And Grind"
- 1984	"Treat Your Man Like A Baby" / "Come To Bed"
- 1984	"He’s Not Available" / "Right Place Right Time"
- 1985	"My Toot Toot" / "Give Me Yo' Most Strongest Whisky"
- 1985	"Santa Claus Got The Blues" / "Love Is A Five Letter Word"
- 1986	"Let The Four Winds Blow" / "Sometimes" / "Right Time, Right Place"
- 1986	"What’s Going On In My House" / "Learnin' How To Cheat On You"
- 1989	"Bring It On Home To Me" / "Write This One Off"
- 1989	"I Forgot To Remember" / "Caught In Your Own Mess"
- 1989	"Don’t Cry No More" / "Eee Tee"
- 1990	"Drop That Zero" / "Trapped 1990"
- 1992	"Don’t Pick It Up" / "Don't Jump My Pony"
- 1992	"When We’re Making Love" / "Don't Pick It Up"
- 1992	"Don't Jump My Pony" / "Juke Box Strip"
- 1992	"Fool Me Good" / "Love Me Right"
- 1995	"Right Side Of The Wrong Bed"
- 1995  "Do Ya Think I'm Sexy"
- 2001  "There's No Separation"
- 2002  "24 Hours"